# Komponistenviertel (Berlin-Weißensee)

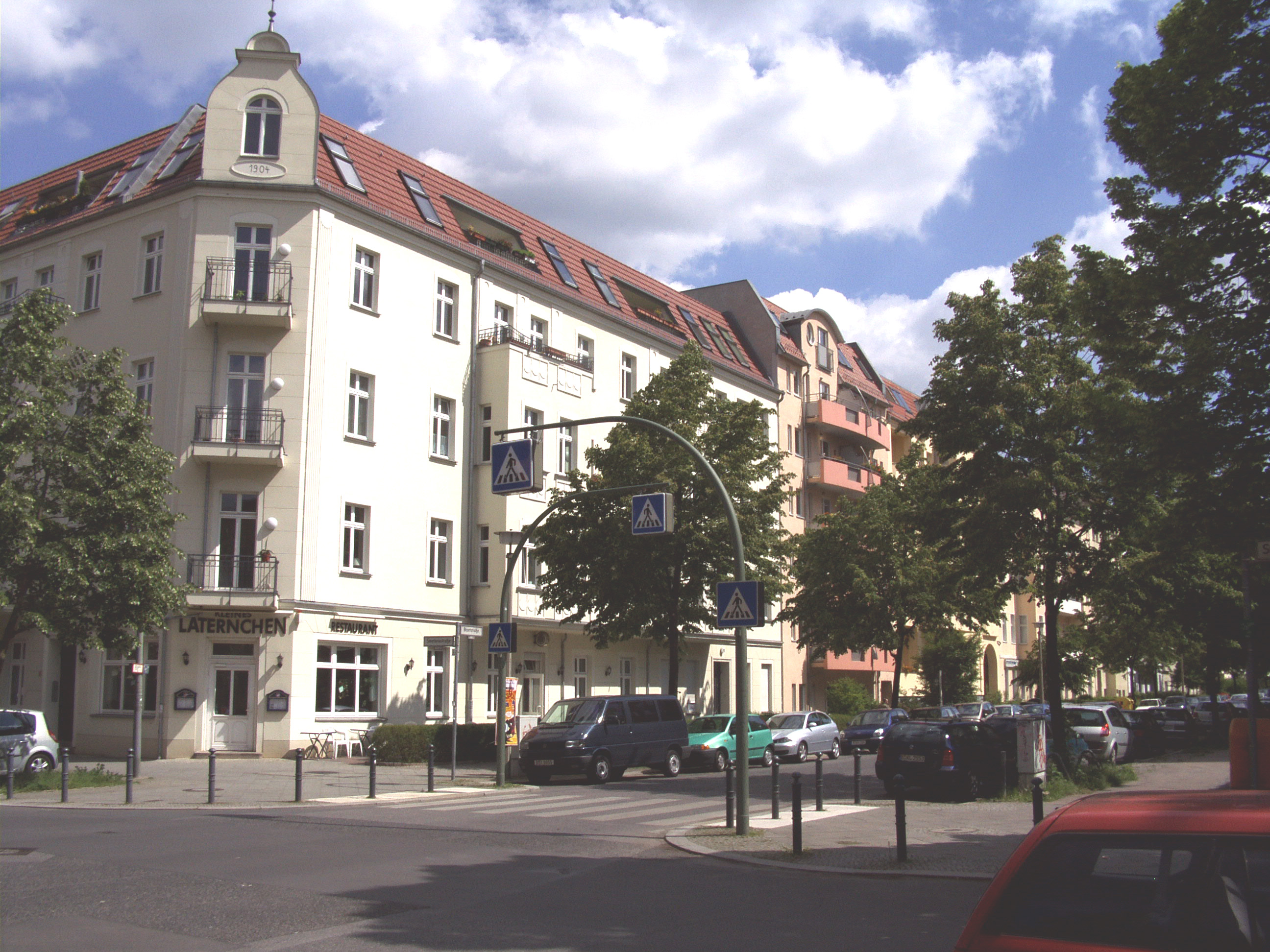
Komponistenviertel:
Bizet-/Ecke Smetanastraße

Das Komponistenviertel ist ein Wohngebiet (Stadtviertel und eine Ortslage) im Berliner Ortsteil Weißensee des Bezirks Pankow. Es entstand in drei größeren Bauabschnitten ab den 1870er Jahren. Zur Erinnerung an den Sieg Deutschlands im Deutsch-Französischen Krieg von 1870/1871 wurden die neu angelegten Straßen nach bekannten eroberten Orten in Elsaß-Lothringen oder symbolträchtigen Kampfstätten wie Sedan und Wörth benannt. Deshalb hieß das Wohngebiet zuerst Französisches Viertel. Nachdem Elsaß-Lothringen als Folge des Ersten Weltkrieges 1919 wieder an Frankreich ging und sich nach dem Zweiten Weltkrieg eine kritischere Sicht auf Militarismus und Imperialismus durchsetzte, wurden die Straßen 1951 nach Komponisten benannt. Dadurch etablierte sich die heutige Bezeichnung Komponistenviertel.

## Lage

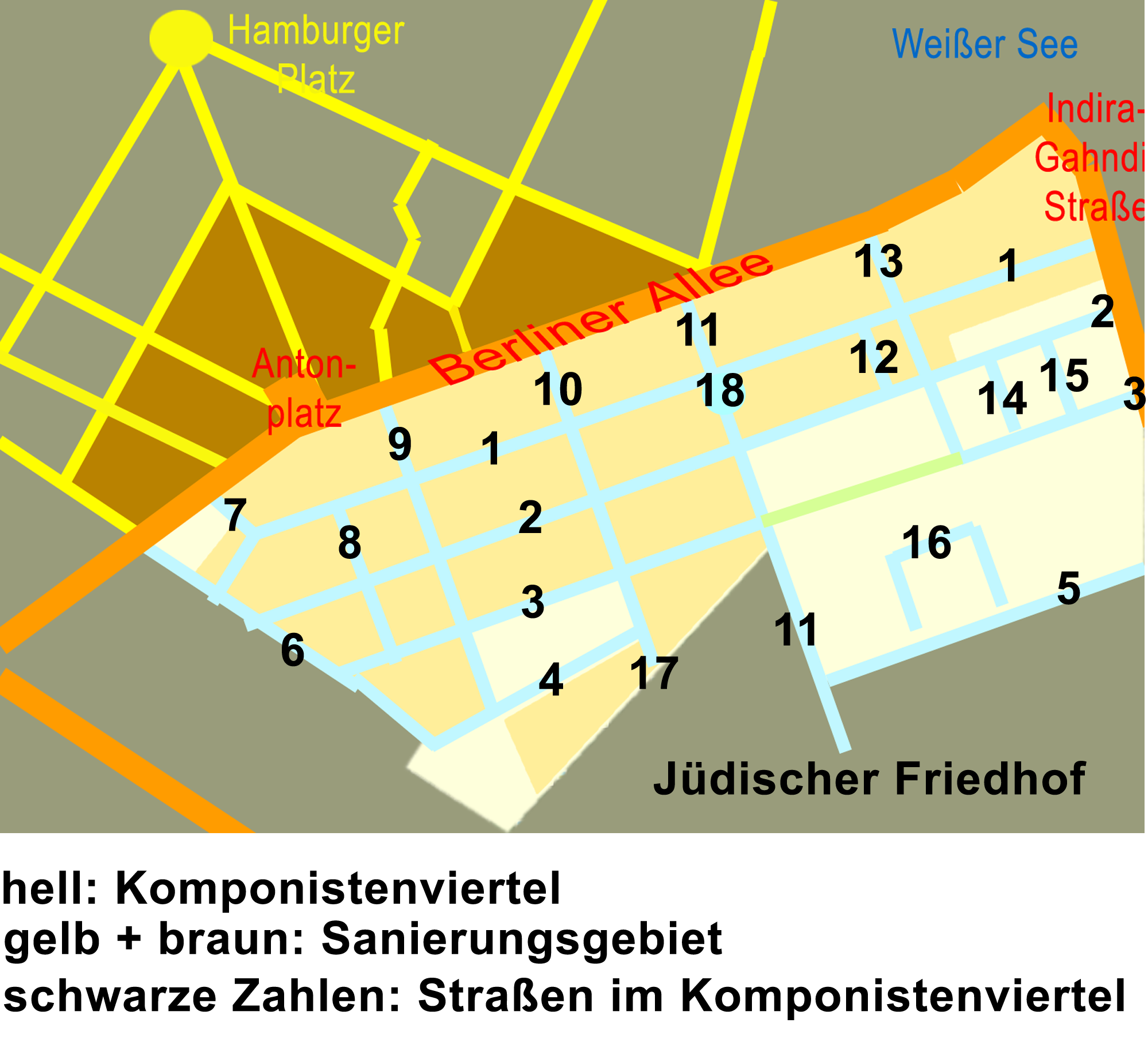
Lage der Straßen und Plätze des Komponistenviertels sowie des Erhaltungsgebiets Weißensee-Süd

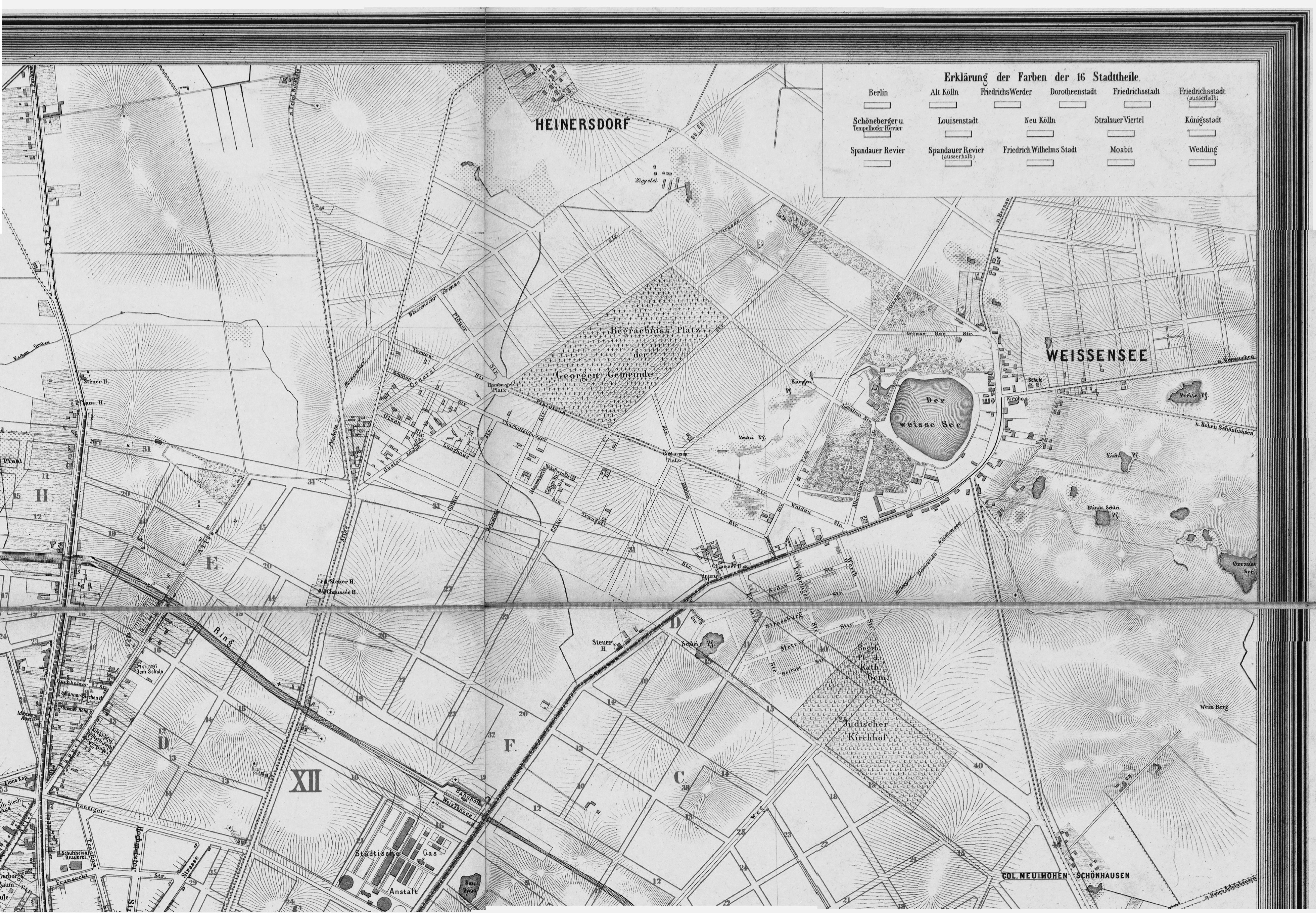
Straßen des Französischen Viertels nach Südwest an der Berliner Allee (1882)

Das Komponistenviertel wird folgendermaßen begrenzt:
- im Norden durch die Berliner Allee
- im Osten durch die Indira-Gandhi-Straße (bis 1985: Lichtenberger Straße)
- im Süden durch den 1880 angelegten Jüdischen Friedhof, der das größte und bedeutendste jüdische Geschichts- und Kulturdenkmal dieser Art in Europa ist,
- im Westen durch die Gürtelstraße

Der südwestliche Teil bis zur Smetanastraße war anfangs das Französische Viertel, da die Straßen in der Gemeinde Neu-Weißensee bei der Planung nach 1870/1871 ihren Namen nach Kriegsschauplätzen des Deutsch-Französischen Krieges erhielten. Jenseits der Gürtelstraße befand sich der Schleipfuhl, der anfangs nach dem Viertel auch Franzosenpfuhl genannt wurde.

## Gliederung und Bebauung
Im älteren Teil gliedern dreispurige mit Straßenbäumen gesäumte Nebenstraßen das Viertel. Diese Verkehrswege dürfen beiderseits zum Parken genutzt werden, sodass der Gegenverkehr an Querstraßen warten muss. Im neueren Teil zwischen Smetanastraße und Indira-Gandhi-Straße findet sich eine enge Wohnbebauung mit grünen Innenhöfen aus den 1930er Jahren, und südlich der Gounodstraße stehen Neubauten von Q3A-Typenwohnbauten in offener Bebauung. Insgesamt ist aus der Zeit der Ausgestaltung durch die Vorortlage eine durchgängige Begrünung des Viertels vorhanden. Zwischen der Wohnbebauung finden sich Schulen und Kindereinrichtungen sowie in Randlage mehrere Gewerbebereiche.
Das Französische Viertel wurde von der Berliner Allee nach Südost fortschreitend zunehmend bebaut.
Besonders markant ist das durch die Meyerbeerstraße im Norden, die Gounodstraße im Süden sowie am mittleren Bereich der Lindenallee, der Mutziger und der Benfelder Straße entstandene Wohnquartier. Diese Flächen zur Lichtenberger Straße und nach Süden (zum Jüdischen Begräbnisplatz hin) blieben vor 1910 bei der Bebauung des „Französischen Viertels“ ungenutzt. Die Erschließungsstraßen trugen Plannamen wie Straße B und Straße C. Eine westlich der Lindenallee angedachte Fortsetzung der Blockbebauung (Straße A fehlt) am Solonplatz wurde nicht umgesetzt. Um 1929 sind die Straßburgstraße und Metzstraße vorhanden, und Benfelder und Mutziger Straße kamen hinzu, alle sind nach Orten benannt, die nach dem Deutsch-Französischen Krieg von 1870/1871 mit dem Elsaß an das Deutsche Reich kamen.
Die westlichen Straßenfronten der Mutziger und der Benfelder Straße sind durchgängig in einer Linie gebaut, während die Ostseite von zurückgesetzten Hauseingängen dominiert wird. Ursprünglich waren beide Straßen ohne Gehwege in einer Breite von fünfzehn Metern angelegt. Mit der aufkommenden individuellen Motorisierung erhielten sie mittig einen Fahrstreifen, für den fünfeinhalb Meter abgetrennt wurden. So entstanden beiderseits schmalere Gehwege und kleine von Hecken eingegrenzte Grünflächen vor den Gebäudezügen. Die beiden etwa 150 Meter langen Straßen sind als ein entgegengesetztes Einbahnstraßensystem gedacht, allerdings beidseitig befahrbar.
Die neueste Bebauung mit Eigentumswohnungen entstand seit dem Beginn des 21. Jahrhunderts am Rand des Jüdischen Friedhofs entlang der Puccinistraße, teilweise wurden stillgelegte Gewerbegebäude oder -flächen einbezogen.

## Geschichte

### Entstehung desFranzösischen Wohnviertels
Der Bodenspekulant Gustav Adolf Schön hatte während der Gründerzeit 1872 das gesamte Rittergut Weißensee für 700.000 Taler von Friedrich Wilhelm Lüdersdorff, dem Neffen von Johann Heinrich Leberecht Pistorius abgekauft. Der Unternehmer Ernst Gäbler (1812–1876) erwarb von ihm einen 152 Morgen großen Teil, von dem er 1872 ein Gebiet von 106 Morgen als Bauland für seine Baugesellschaft für Mittelwohnungen nutzte. Südöstlich der ehemaligen Königs-Chaussee, der späteren Berliner Allee, ließ er 20 Häuser bauen. Die Straßen wurden nach Kriegsschauplätzen des Deutsch-Französischen Krieges benannt, und dieser Teil von Weißensee hieß nun Französisches Viertel. Sedan-, Lothringen-, Elsaß- und Metzstraße bildeten das Kerngebiet, um das herum weitere Gebäude entstanden. Die Bebauung endete zunächst an der Wörthstraße mit dem Begräbnisplatz der katholischen Gemeinde.
Im Jahr 1879 wurde der Gutsbezirk Weißensee vor den Toren der wachsenden deutschen Hauptstadt Berlin zur Landgemeinde Neu-Weißensee. 1880 erwarb die jüdische Gemeinde Berlins ein benachbartes Gebiet, um hier ihren Begräbnisplatz anzulegen. Der Ausbau des Viertels erfolgte infolge der Errichtung des S-Bahnhofs Weißensee (1875), durch die Pferde-Omnibus-Linie Alexanderplatz–Antonplatz (1873) und durch die Vereinigung der beiden Teile Weißensees (1905) rasch. 1905 wurde die Sedanstraße (seit 1951 Bizetstraße) zur Verlängerten Sedanstraße und das bis dahin unbebaute Gelände mit der Lindenallee als neuer Querstraße zur südlich (der Metzstraße) gelegenen Israelitischen Arbeiterkolonie geführt. Diese führte über das Gebiet der heutigen Wohnbebauung aus den 1960er Jahren, das Gewerbegebiet der Brauerei und des Gartenamtes Weißensee sowie der Gärtnerei in der nordöstlichen Erweiterung des Jüdischen Friedhofs zur damaligen Lichtenberger Straße hin.
Die Straßennamen Neu-Weißensees im Süden des (vor 1951) Französischen Viertels waren nach dem Sieg von 1871 gewählt worden. Das Karree um die Mutziger Straße war in den Straßennamen an diese Ereignisse angepasst, zumal die begrenzenden Straßen bis hin zur Lichtenberger Straße bereits als Metz- und Straßburgstraße benannt waren. Diese militaristische Ausrichtung führte – wie in anderen Ortsteilen – in der Nachkriegszeit 1951 zur Umbenennung der Straßen nach Komponisten. Durch ihre Lage östlich der Lindenallee blieben die Mutziger wie die Benfelder Straße dabei allerdings unbeachtet, obwohl auch sie auf Orte im Elsass verweisen.
Die Attraktivität der Lage entlang der Weißenseer Hauptgeschäftsstraße Berliner Allee und des Antonplatzes wuchs um 1920 durch die Eingliederung von Weißensee als Bezirk von Groß-Berlin. 1928 war das Quartier weitestgehend ausgebaut.

### Umbenennung der Straßen nach dem Ende des Zweiten Weltkriegs und weiterer Ausbau des Viertels

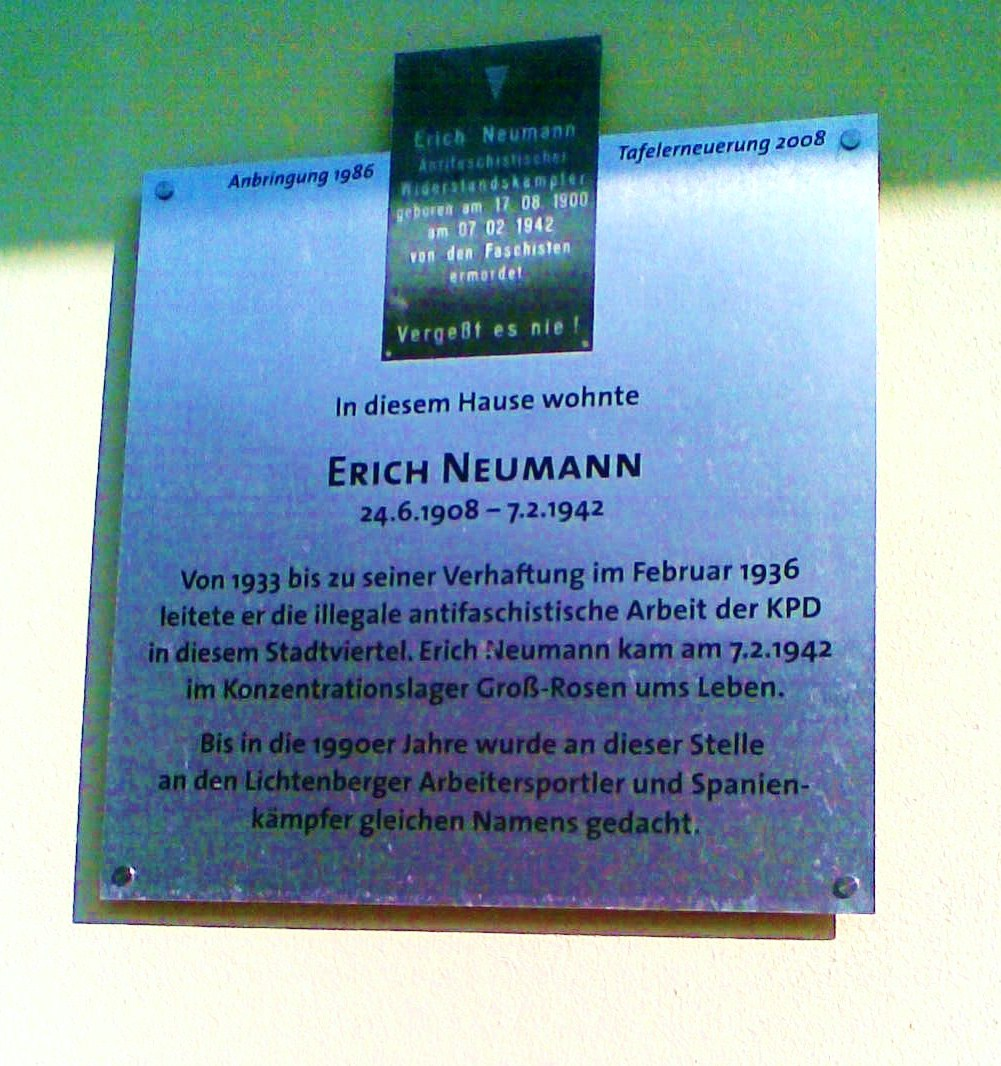
Gedenktafel für Erich Neumann an seinem Wohnhaus Gürtelstraße 13

Die Umbenennung der Straßen des Französischen Viertels mit Namen von Komponisten erfolgte 1951: die Sedanstraße wurde zur Bizetstraße, die Elsaßstraße zur Mahlerstraße, die Metzstraße zur Gounodstraße, und die Lothringenstraße mit ihrem Endpunkt vor dem Eingang zum Jüdischen Friedhof wurde in Herbert-Baum-Straße umbenannt. Seither hat sich der Begriff Komponistenviertel durchgesetzt. Bemerkenswert ist jedoch, dass berühmte deutsche und österreichische Komponisten wie Bach, Beethoven, Mozart, Brahms und Schubert keine Berücksichtigung fanden, dafür jedoch mehrere deutlich weniger bekannte französische Komponisten wie Georges Bizet und Charles Gounod sowie Komponisten mit einem starken Bezug zu Frankreich wie Frédéric Chopin (hatte eine französische Mutter und verbrachte die zweite Hälfte seines Lebens in Frankreich) und Giacomo Meyerbeer (lebte jahrelang in Paris und gilt als Meister der französischen Grand opéra).
In den 1960er Jahren erfolgte die Bebauung zwischen der Gounodstraße und der Chopinstraße mit Plattenbauten des Typs Q3A. Dabei befinden sich typischerweise je vier Treppenhäuser in einem Block, die Wohnhäuser sind viergeschossig. Die oberen drei Geschosse haben Balkons, die Flächen zwischen den Häusern sind mit Rasen und Bäumen gestaltet. Der schräg durchlaufende Verlorene Weg wurde dabei aufgegeben, und die Zufahrten erfolgen durch die Otto-Brahm-Straße, die von der Chopinstraße als Ring zurück zur Chopinstraße führt.
Bis zur Wende blieb der Wohnungs- und Gebäudebestand in der Kommunalen Wohnungsverwaltung des Stadtbezirks Weißensee weitestgehend unverändert.

## 1990er Jahre
Nach § 141 BauGB wurde für die Lage ein Untersuchungsgebiet geschaffen, um Instandhaltungsmängel und Ausstattungsdefizite an Wohn-, Gewerbe- und Nebengebäuden festzustellen. Das Ergebnis zeigte, dass 82,2 Prozent der Wohnungen vor 1919 errichtet worden waren, 224 Wohnungen waren bis 1945 und 455 nach 1946 entstanden. Dadurch hatten bei der Erfassung des Wohnraums nach der Wende 987 Wohneinheiten umfangreichen Sanierungsbedarf, für 1361 bestand mittlerer, für 1340 bestand geringer Bedarf und nur 122 oder 3,2 Prozent waren ohne Sanierungsbedarf. So verfügten im Untersuchungsgebiet noch 90 Prozent über eine Ofenheizung, fast 14 Prozent über eine Außentoilette und 62 Prozent besaßen ein Bad. Von den 3441 Wohnungen im Quartier waren 2564 Ein- und Zweiraumwohnungen. Insgesamt lebten 5181 Bewohner hier.
Im Jahr 1994 wurde mit der „Zehnten Verordnung über die förmliche Festlegung von Sanierungsgebieten“ vom 18. November 1994 (rechtskräftig per 4. Dezember 1994) das Sanierungsgebiet Weißensee-Komponistenviertel festgelegt. Einbezogen waren 488 Grundstücke, von denen aus dem Besitz der Kommunalen Wohnungsverwaltung 235 Grundstücke treuhänderisch vom Bezirk verwaltet und schrittweise privatisiert wurden, 23 Grundstücke befanden sich im Landesbesitz, und auf 102 Grundstücke bestand ein Rückübertragungsanspruch.

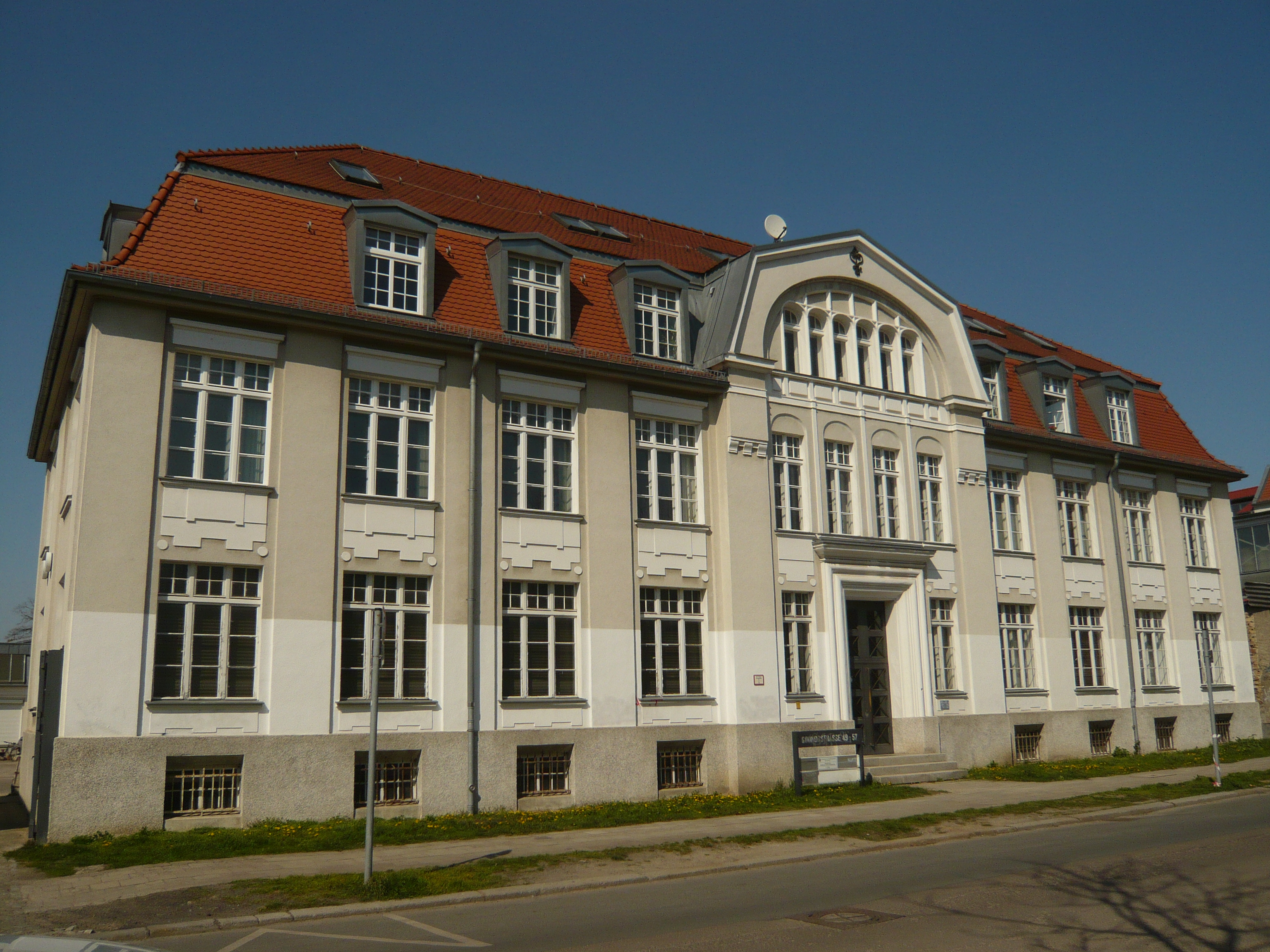
Gounodstraße, denkmalgeschütztes vormaliges Verwaltungsgebäude; seit 2010 Teil eines Wohnungskomplexes

Durch das Sanierungsgebiet Komponistenviertel wurden Quartiere beiderseits der Berliner Allee erfasst, die durch folgende Straßenzüge eingeschlossen sind: Gürtelstraße entlang der vormaligen Bezirksgrenze, Lehder-, Börne-, Charlottenburger Straße, Park-, Pistoriusstraße, Berliner Allee bis zur Indira-Gandhi-Straße und – unter Ausschluss der Häuser nördlich der Gounodstraße und hinter den Häusern der Lindenallee – zur Gounodstraße, angrenzend an den Jüdischen Friedhof wieder bis zur Gürtelstraße. Das Gebiet Mahlerstraße, Gounodstraße, Herbert-Baum-Straße, Puccinistraße war daraus ausgeschlossen. Das Untersuchungsgebiet mit seinem Sanierungsstatus wurde am 6. November 1996 einschließlich des Komponistenviertels durch die Verordnung über die Erhaltung baulicher Anlagen und der städtebaulichen Eigenart gem. § 171 Abs. 1 Satz 1 Nr. 1 des Baugesetzbuches zeitlich unbegrenzt zum Erhaltungsgebiet „Weißensee Süd“. Dadurch sind Abbruch, Nutzungsänderung und Errichtung baulicher Anlagen genehmigungspflichtig. So sollen das historische Orts- und Straßenbild und die gemischte Nutzungsstruktur eines Quartiers der Gründerzeit erhalten bleiben. Das Quartier bietet eine baugeschichtliche Struktur von der Zeit der Reichsgründung bis zu den Neubautypen  Q3A der 1960er Jahre. In das Untersuchungsgebiet waren die Neubauten südlich der Gounod- bis zur Chopinstraße aus den 1960er Jahren nicht eingeschlossen, die allerdings die Baugeschichte im Komponistenviertel mit ihrem Übergang zum Kleingartengebiet jenseits der Indira-Gandhi-Straße und der Fabrikfläche der Getränkefirma diesseits dieser Randstraße ergänzen.
Neben den sanierten Wohngebäuden wurden Gewerbeflächen umgestaltet, weil etliche Großbetriebe hier ihre Produktion oder den Standort aufgegeben hatten. So wurde in der Meyerbeerstraße 64–68 die ehemalige Produktionsfläche für die Herstellung von chemischen Reinigungsmitteln und Schuhen für die Nutzung von kleinen Gewerbebetrieben umgestaltet, deren Produktion in der Nähe von Wohngebäuden keine Störung verursacht. Die Fabrikanlage mit Verwaltungsbau und Produktionshalle aus dem Jahre 1923 erstreckt sich bis zur Gounodstraße. Das abgebildete Gebäude in der Gounodstraße gehörte ursprünglich zur Buntstoff GmbH, deren Betrieb 1949 stillgelegt worden war. Das Gelände wurde danach vom VEB Waschmittelwerke Genthin und VEB Pantolette genutzt. Beide gelangten 1993 an einen West-Berliner Reinigungsmittelbetrieb, der allerdings einige Jahre später in Konkurs ging. Vorher waren Verwaltungsgebäude und Produktionshalle restauriert worden. Seit Mitte der 1990er Jahre steht das Verwaltungsgebäude unter Denkmalschutz.
Zudem gehörte die Sanierung von Gehwegen, das Anlegen neuer Grünflächen und die Sanierung von Sport- und Schulgebäuden zum Projekt.

## Entwicklung der 2000er Jahre

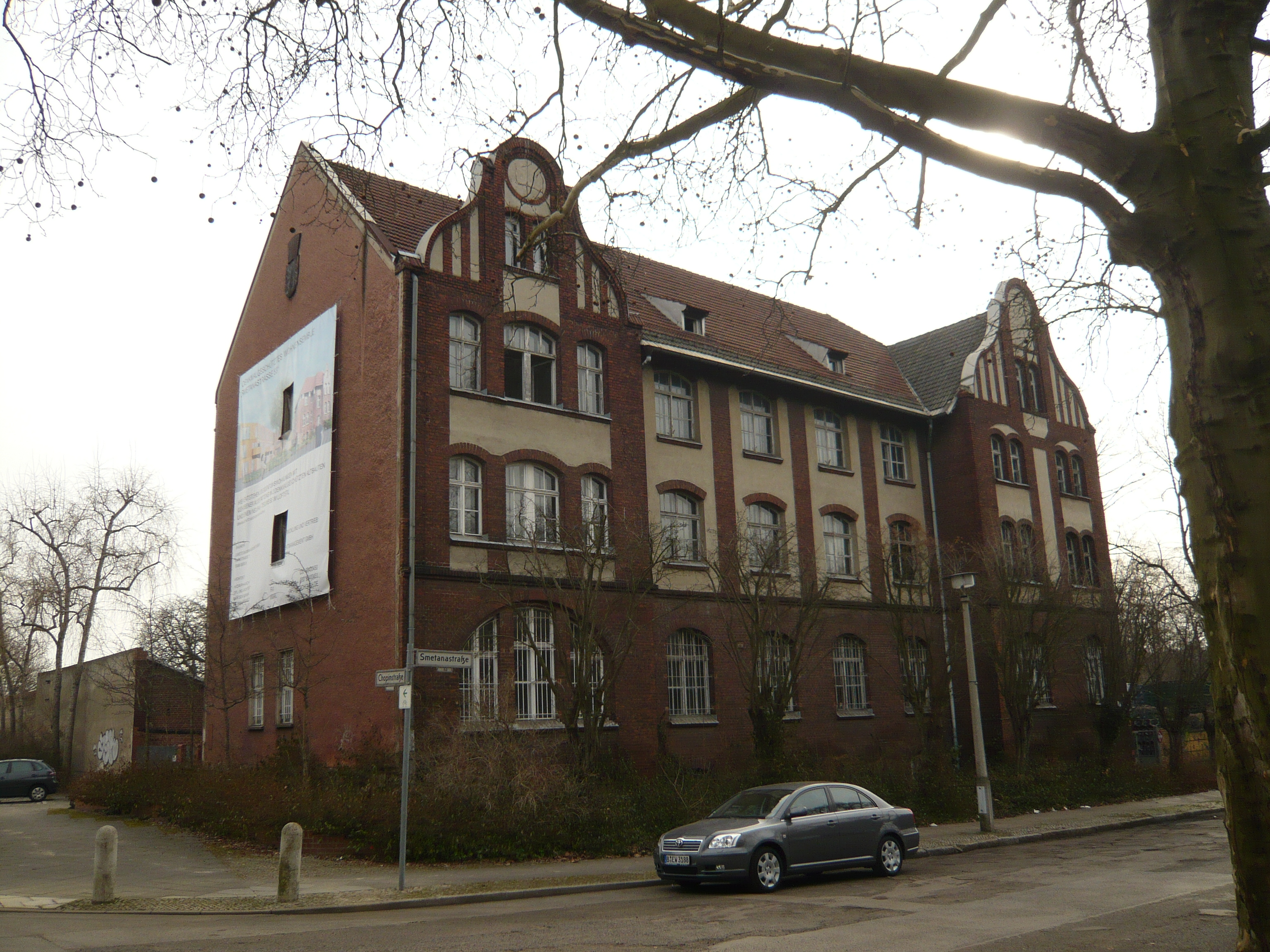
Ecke Smetana- und Chopinstraße, Gebäude des Bezirksamtes Pankow von Berlin (Umweltamt)

Auf Grund der Untersuchungsergebnisse musste eine Vielzahl von Sanierungsmaßnahmen im Komponistenviertel in enger Zusammenarbeit mit einer Betroffenenvertretung festgelegt und schrittweise durchgeführt werden. Die Finanzierung erfolgte in Teilen vom Land Berlin und vom Bezirk Pankow (vorher: Bezirk Weißensee). Als städtebauliche Instrumente standen das Sanierungsrecht nach §§ 144 und 145 BauGB, Fördermittel von Land, Bund und EU sowie verschiedene Konzepte und Vorschriften im Land Berlin zur Verfügung. Zur Beibehaltung der sozialen Gerechtigkeit trug eine Mieterberatung bei, die eigentümerunabhängig Belegungsrechte, Fördermittel und Sozialplanung betreute. Während der Bauausführung zogen 386 Haushalte in eine Umsetzwohnung zumeist im Viertel. 64,2 Prozent der Betroffenen blieben in der neuen Wohnung, die restlichen 35,8 Prozent zogen bis 2008 in das vorherige, nun sanierte Objekt zurück. Mehrheitlich wurden die Freiflächen und Vorgärten neu begrünt und tragen zum Erhalt des historisch entstandenen Status bei; ortsübliche Fenster- und Fassadengestaltung wurde erreicht. Ein Dachgeschossausbau führte dabei sogar zur Neuschaffung von 203 Wohnungen. Im Jahr 2010 wurde eingeschätzt, dass so noch weitere 900 neue Wohnungen geschaffen werden können.
Von 1994 bis 2010 hat sich die Anzahl der Bewohner im Komponistenviertel um 39 Prozent erhöht, vorrangig (nahezu 40 Prozent) im Alter von 27 bis unter 45 Jahren. Damit nahm der Anteil der Zwei- und Dreipersonen-Haushalte auf 54 Prozent zu, und der Anteil der Ein-Personen-Haushalte sank von über 50 auf 45 Prozent im Jahr 2009. Allerdings verringerte sich die Wohndauer von 25 Jahren auf 12 Jahre. Dennoch stammen 31 Prozent der Neubewohner aus Weißensee und 24 Prozent aus dem stadtnäheren, angrenzenden, dichter bebauten Ortsteil Prenzlauer Berg.

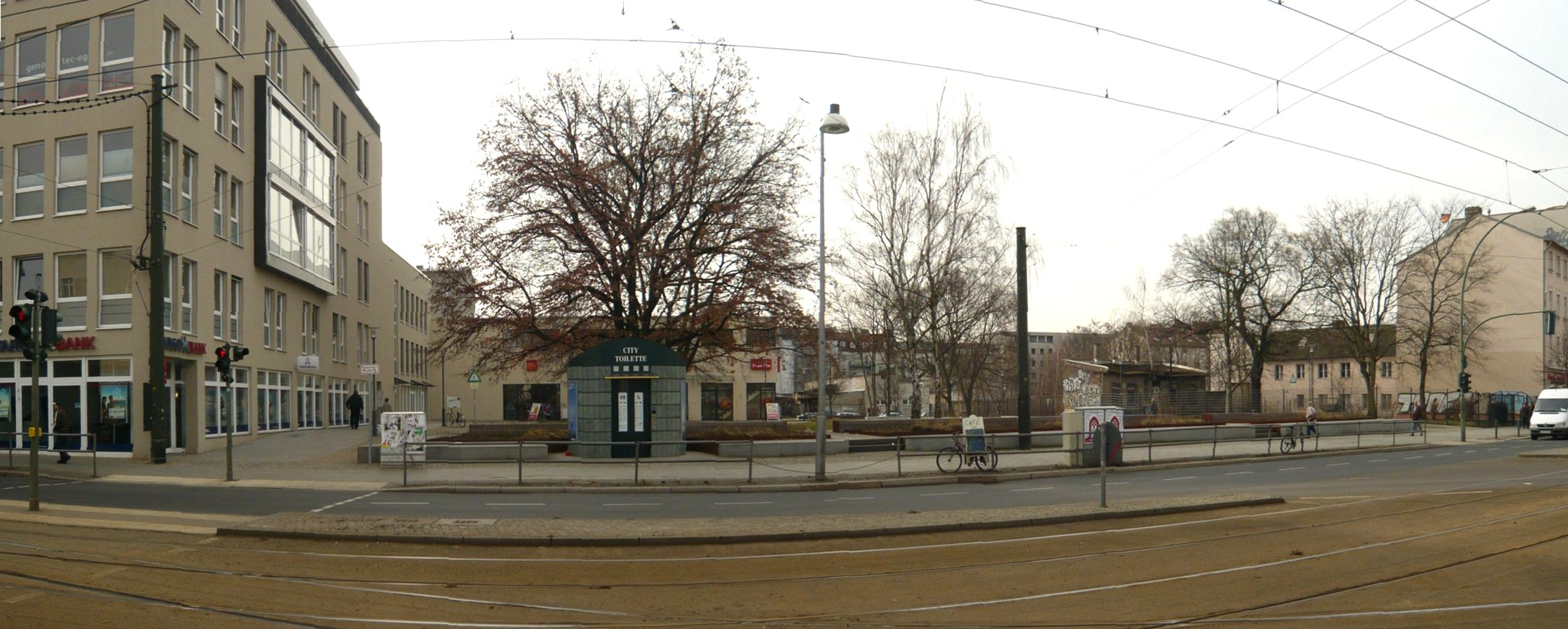
Antonplatz, Südseite

Die Erhaltungsverordnung für das Gebiet sah die Wiederherstellung wesentlicher Merkmale der Ursprungszeit vor wie die Besonderheit der kleingewerblichen Nutzung von Lager- und Fuhrbetrieben. Diese Objekte waren bis in die 1990er Jahre kaum beachtet und standen leer oder verfielen. Die meist auf dem Hof vorhandenen Gebäude wurden nun in neue Nutzung und in verbesserte Bausubstanz einbezogen. Neben drei Grundstücken mit Fabrikanlagen und kleinen Gewerbebauten waren 20 Prozent unbebaute und ungenutzte Grundstücke, die der Verdichtung und Neubebauung dienten. So entstanden auf dem Gelände der Gasglühlicht-Firma Phönix neue Wohnbauten, ein Lückenschluss in der Mahler- und der Meyerbeerstraße konnte vorgenommen werden, und die Firmenfläche der ehemaligen Gummifabrik führte zu den Puccini-Hofgärten. Die landschaftsplanerische Umgestaltung der unattraktiven Grünfläche aus den 1950er Jahren südlich am Antonplatz, dem zentralen Platz am Ort, erfolgte im Rahmen der Sanierungsarbeiten und führte zu einer Platzerweiterung. Die Änderung der Bausubstanz brachte eine veränderte Mieterstruktur mit sich, sodass Fördermittel in den Umbau und Neubau von Kita und Schulen sowie Freizeitstätten geleitet wurden. Bei der städteplanerischen Richtgröße von 104 notwendigen Plätzen stehen 203 im Sanierungsgebiet zur Verfügung, an öffentlichen Spielplätzen entstanden 1616 m² nördlich der Berliner Allee, 4313 m² südlich davon im eigentlichen Komponistenviertel. Die Musik- und Volkshochschule und die Wolf-Dittrich-Schnurre-Bibliothek wurden im südlichen Teil in Gebäuderesten nahe dem Antonplatz verkehrsgünstig neu errichtet. Die angrenzende Berliner Allee ist vom Park am Weißen See bis an die Ortsteilgrenze von Weißensee beidseits in die Planung und Umsetzung als Stadtteilzentrum eingebunden. So wurde 2009 das Kino Toni in der Vorortlage für Sonderpremieren als Berlinale-Kino genutzt.
Zur planungsrechtlichen Sicherung von Gemeinbedarfseinrichtungen wurden einzelne Bebauungspläne im Bebauungsplanverfahren erstellt.
Teilweise kam es durch Investoren oder Schwierigkeiten bei der Realisierung zu Änderungen und Verzögerungen.
In den 2020er Jahren liegt das Augenmerk der Einwohner und der Stadtplaner eher auf einer Verbesserung der Wohnqualität, insbesondere auf einer Verkehrsberuhigung.  Nach einem Wettbewerb zur Gestaltung des öffentlichen Raumes wurden entsprechend Maßnahmen wie Umnutzung von Flächen im Kiez, Schaffung von Begegnungsstätten für alle Altersgruppen und vor allem Einschränkung des Durchgangsverkehrs schrittweise realisiert. Ein Projektbeirat mit Vertretern der TU Berlin und der TU Dresden begleitete alle Schritte, wobei wichtige Zufahrten für Rettungsfahrzeuge oder Lieferverkehr eingeschränkt werden sollten. Noch waren zu wenige wissenschaftliche Erkenntnisse über die Langzeitwirkung eines solchen Kiezblocks bekannt. Für den Straßenlauf wurde im Frühjahr 2023 der Kiezblock eingerichtet.

## Straßennamen
Die Bezeichnung des Quartiers als Komponistenviertel bezieht sich auf die 1951 durch den Magistrat von Ost-Berlin erfolgte Umbenennung der Straßen und eines Platzes mit den Namen von Komponisten. In Klammern vorgesetzt sind die jeweiligen Nummern (Nr.) der Straßen auf dem Lagebild.
| Nr.  | Französisches Viertel        | namensgebend                                                 | Komponistenviertel             | Namensgeber                                                |
| ---- | ---------------------------- | ------------------------------------------------------------ | ------------------------------ | ---------------------------------------------------------- |
| 0(1) | Sedanstraße                  | Schlacht von Sedan                                           | Bizetstraße                    | Georges Bizet                                              |
| 0(2) | Straßburgstraße              | Festung Straßburg                                            | Meyerbeerstraße                | Giacomo Meyerbeer                                          |
| 0(3) | Metzstraße                   | Festung Metz                                                 | Gounodstraße                   | Charles Gounod                                             |
| 0(4) | Belfortstraße                | Festung Belfort                                              | Puccinistraße                  | Giacomo Puccini                                            |
| 0(5) | Verlängerte Kniprodestraße   |                                                              | Chopinstraße (1962)            | Frédéric Chopin                                            |
| 0(6) | Gürtelstraße                 | Ringstraße (Gürtel) an der Weichbildgrenze Berlins           | → Gürtelstraße                 |                                                            |
| 0(7) | Weißenburgstraße             | Schlacht bei Weißenburg                                      | Rossinistraße                  | Gioachino Rossini                                          |
| 0(8) | Kronprinzenstraße            | Friedrich III., ab 1861 Kronprinz, 1871 preußischer Feldherr | Borodinstraße                  | Alexander Borodin                                          |
| 0(9) | Elsaßstraße                  | Elsaß, nach 1871 zum Deutschen Reich                         | Mahlerstraße                   | Gustav Mahler                                              |
| (10) | Lothringenstraße             | Lothringen, nach 1871 zum Deutschen Reich                    | Herbert-Baum-Straße            | Herbert Baum, Widerstandskämpfer gegen das NS-Regime       |
| (11) | Wörthstraße                  | Schlacht bei Wörth                                           | Smetanastraße                  | Bedřich Smetana                                            |
| (12) | Lindenplatz                  | (zu) Lindenallee                                             | Solonplatz (1947)              | Solon, athenischer Staatsmann und Lyriker                  |
| (13) | Lindenallee                  | Linde, Straßenbaum                                           | → Lindenallee                  |                                                            |
| (14) | Mutziger Straße (neu: 1929)  | Feste Mutzig                                                 | → Mutziger Straße              |                                                            |
| (15) | Benfelder Straße (neu: 1929) | Festung Benfeld                                              | → Benfelder Straße             |                                                            |
| (16) | –                            | –                                                            | Otto-Brahm-Straße (neu: 1962)  | Otto Brahm, deutsch-jüdischer Theaterleiter und Regisseur. |
| (17) | –                            | –                                                            | Markus-Reich-Platz (neu: 1995) | Markus Reich                                               |
| (18) | –                            | –                                                            | Arnold-Schönberg-Platz (1998)  | Arnold Schönberg                                           |

### Jüdische Widerstandskämpfer

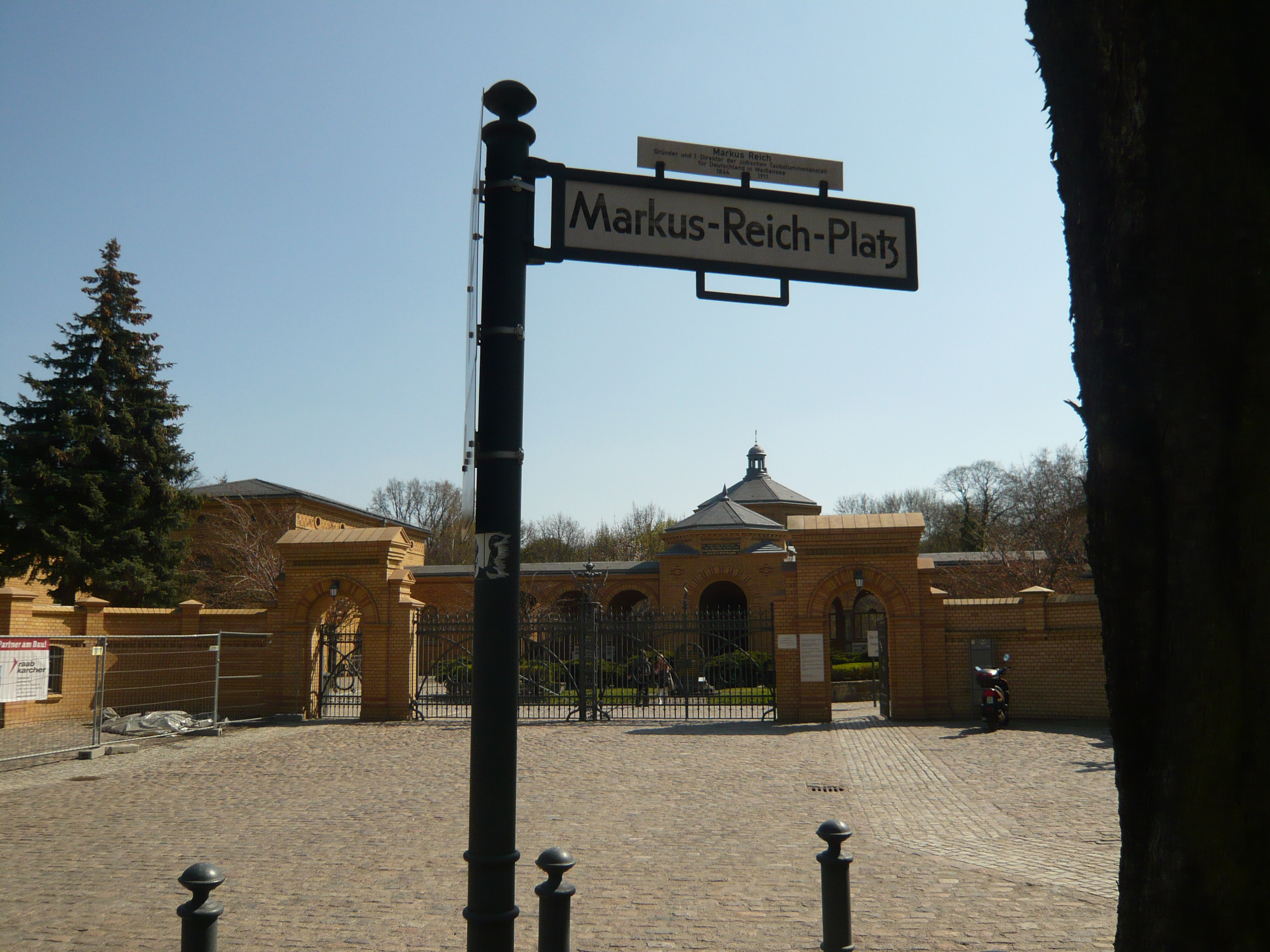
Markus-Reich-Platz am Ende der Herbert-Baum-Straße

Einige Straßen des Komponistenviertels wurden 1951 im Zusammenhang mit dem angrenzenden Jüdischen Friedhof nach jüdischen Widerstandskämpfern benannt.
- Herbert-Baum-Straße: Zufahrtsstraße zum Jüdischen Friedhof, benannt nach dem jüdischen Widerstandskämpfer Herbert Baum
- Markus-Reich-Platz (17): an der Herbert-Baum-Straße befindlicher Platz, der nach dem jüdischen Gründer der Israelitischen Taubstummenanstalt benannt wurde
- Otto-Brahm-Straße (16): Otto Brahm, deutsch-jüdischer Kritiker, Theaterleiter und Regisseur

### Straßen im Osten des Französischen Viertels

#### Überblick
Die Flächen östlich der Lindenallee blieben vor 1900 bei der Bebauung des Französischen Viertels zunächst ungenutzt. Im Adressbuch 1929 ist für die Straßburgstraße zwischen den Hausnummern 47 (Baustelle) und 48 (Mietshaus) die Straße B genannt und zwischen den Mietshäusern 50 und 51 die Straße C (Metzstraße, Baustellen). Bei der Erstanlage hieß der Verkehrsweg Straße B, die Richtung Lichtenberger Straße (der späteren Indira-Gandhi-Straße) dazu parallele Straße hieß Straße C. Eine westlich von der Lindenallee angedachte Fortsetzung der Blockbebauung (Straße A fehlt) am Solonplatz wurde nicht umgesetzt. Die Namensvergabe für Straße B erinnert an den französischen Ort Mutzig, der nach dem Deutsch-Französischen Krieg von 1870/1871 mit dem Elsaß an das Deutsche Reich kam. In Mutzig wurde ab 1893 die Feste Kaiser Wilhelm II. erbaut, die im Ersten Weltkrieg den Angriff von einem französischen Stoßtrupp abwehrte. Die Straße C ist benannt nach der französischen Stadt Benfeld. Die Benennungen wurde passend zum „Französischen Viertel“ ausgeführt.
Die geschlossenen Wohnanlagen beiderseits der Mutziger und der Benfelder Straße mit einem rechteckigen Grundriss (Außenkanten 58 × 70 Meter) entstanden nach Plänen des Charlottenburger Architekten Franz Fedler in den Jahren 1927–1929. Im gleichen Stil und vom gleichen Planer stammen die Wohntrakte auf der angrenzenden Nordseite der Meyerbeerstraße.
Auftraggeber der gesamten Wohnbebauung war die Charlottenburger Baugenossenschaft mbH, die das Areal erworben hatte. Die Bauausführung erfolgte durch das Baugeschäft Georg Jakobowitz. Die dargestellten geschlossenen Wohnblöcke der Mutziger Straße, der Benfelder Straße, auch der Meyerbeerstraße und der Lindenallee sind seit den 1980er Jahren als Baudenkmale geschützt. Die viergeschossigen Häuser der Wohnkarrees im Stil der Moderne sind mit Walmdächern versehen und tragen auf den der Straße zugewandten Seiten vorgestreckte Balkone, sogenannte Altane. Die Altanachsen zwischen den Etagen sind strukturierte Klinkersäulen, die Eingangsbereiche sind mit Klinkern ebenfalls reich gemustert. Die Fassaden sind dagegen schmucklos und glatt verputzt.

#### Solonplatz
Der Platz war nach 1905 als Schmuckplatz angelegt worden. Mit dem Namen passend zur Lindenallee hieß er Lindenplatz, erstmals im Berliner Adressbuch 1909 genannt. Die Bebauung mit repräsentativen Stadthäusern erfolgte nach 1925 in Weiterführung des bestehenden Französischen Viertels. Am 20. Mai 1937 wurde er nach dem Anhänger der NS-Bewegung Georg Preiser (1913–1932) in Preiserplatz benannt. Preiser war Kameradschaftsführer der Hitlerjugend und kam während einer politischen Auseinandersetzung in Vorbereitung der Reichspräsidentenwahl ums Leben. Im Rahmen der Entnazifizierung von Straßennamen wurde der Platz am 31. Juli 1947 in Solonplatz nach dem griechischen Staatsmann Solon, einem der Sieben Weisen von Griechenland der Antike benannt. Zum Platz gehört die an der Westseite gelegene Fahrbahn als Straßenbezeichnung mit einer Länge von 100 Metern. Im Straßenregister ist er als Nummer 42719 und in der RBS-Klasse PLAT aufgenommen. Die hier stehenden Wohnhäuser 1–3b sind zum Solonplatz adressiert. Die Wohnhäuser an den anderen drei Platzseiten gehören zu den durchlaufenden Straßen: Bizetstraße (Nord), Lindenallee (Ost) und Meyerbeerstraße (Süd). Auf dem Platz befindet sich eine Grünanlage mit Spielplatz. Die Bronzeskulptur Orang-Utan-Kinder auf dem Platz stammt von Stefan Horota aus dem Jahre 1977. Mit dem Wohnensemble der umgebenden Straßen ist der Platz in der Denkmalliste aufgenommen. Als Kulturdenkmal gesondert ausgewiesen ist der Pavillon der Berliner Elektrizitätswerke AG auf dem Solonplatz. Bei der Neugestaltung des Stadtplatzes für 500.000 Euro wurden im Jahr 2008 der Pavillon saniert und die Treppen erneuert, verbunden mit Maßnahmen zur Verkehrsberuhigung.

#### Mutziger Straße
Die Mutziger Straße liegt im Berliner Ortsteil Weißensee. Die kurze Wohngebietsstraße befindet sich zwischen Meyerbeer- und Gounodstraße, wobei die Häuser der Blockbebauung diesen Anschlussstraßen zugeordnet sind. Lediglich die zwischenliegenden Grundstücke 1–4a und 5–8 (fortlaufend) gehören zur Mutziger Straße.
Die westliche Straßenfront ist durchgängig in einer Linie gebaut, während die Ostseite von zurückgesetzten Hauseingängen dominiert wird. Ursprünglich war die Straße ohne Gehwege geplant und wurde in einer Breite von 15 Metern angelegt. Später kam mittig eine Autostraße hinzu, für die fünfeinhalb Meter abgetrennt wurden. So entstanden beiderseits schmalere Gehwege und kleine von Hecken eingegrenzte Grünflächen vor dem Gebäudezug.

#### Benfelder Straße
Die ruhige Wohnstraße kann mit öffentlichen Verkehrsmitteln von Osten unter Nutzung der in der Indira-Gandhi-Straße verkehrenden Straßenbahnen von der Haltestelle Orankeweg erreicht werden. Oder Besucher kommen von Norden von der Berliner Allee her, auf der ebenfalls einige Linien der Straßenbahn verkehren. Sie befindet sich ebenfalls zwischen Meyerbeer- und Gounodstraße, wobei die Häuser der Blockbebauung diesen Anschlussstraßen zugeordnet sind. Für den Individualverkehr ist sie eine Einbahnstraße.

#### Lindenallee
Die in den 1890er Jahren angelegte Straße verläuft in Nord-Süd-Richtung zwischen der Berliner Allee und einer früheren Israelitischen Arbeiterkolonie. Aus dieser Zeit ist ein Arbeitshaus in der benachbarten Smetanastraße erhalten. Um das Jahr 1920 wurde eine Regulierung veranlasst, wodurch die Straße seitdem an der Gounodstraße endet. Die vorherige Lage ist von einem Wohngebiet aus den 1960er Jahren überbaut und bildet den östlichen Zweig der Otto-Brahm-Straße. Das anschließende Gewerbegebiet der Spreequell-Brauerei gehört nicht zum Komponistenviertel.